# Retrato de Madame Brunet

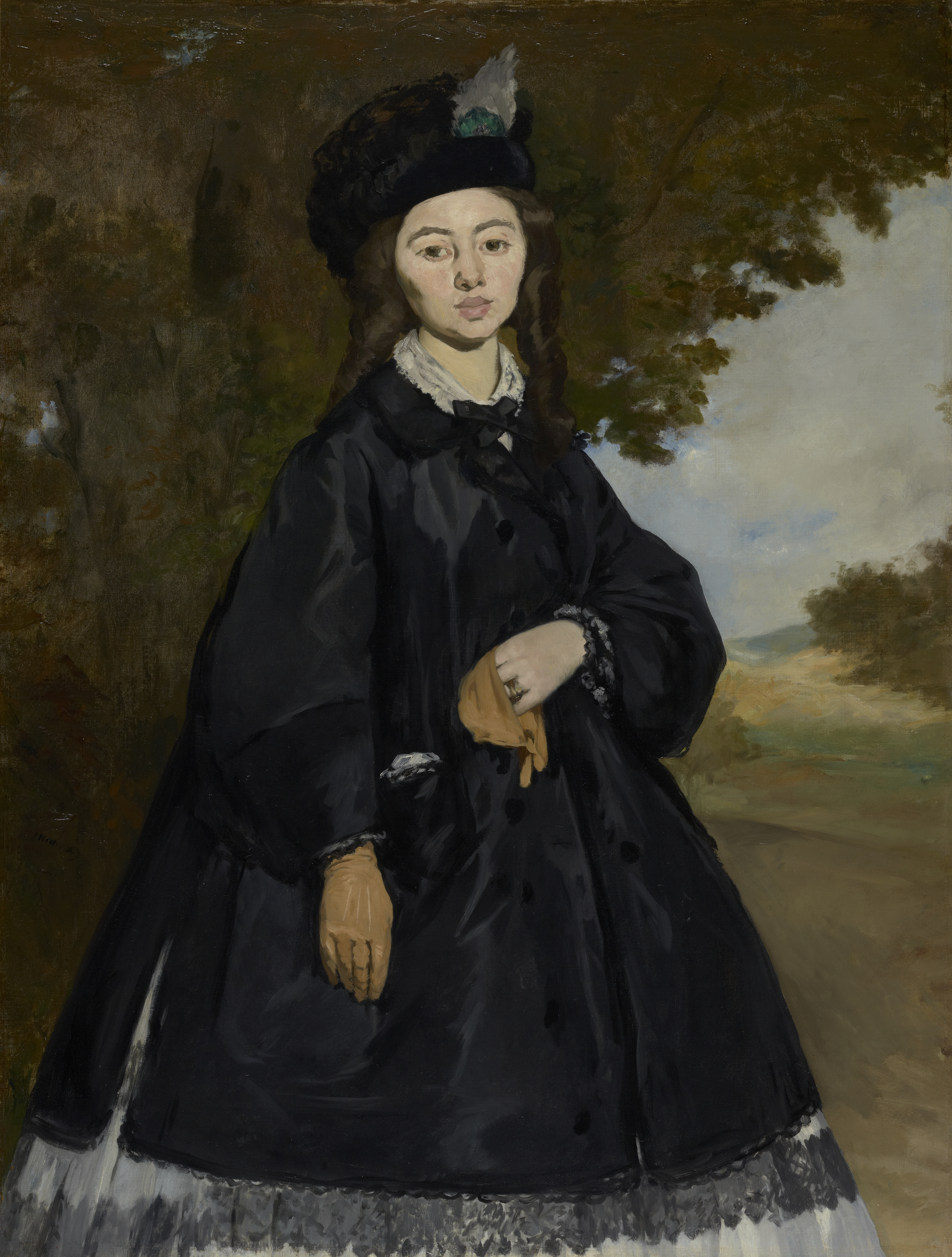
Retrato de Madame Brunet (1861-1863) de Édouard Manet.

Retrato de Madame Brunet es una pintura al óleo sobre lienzo de Édouard Manet, empezada en 1861 y completada en 1863. La retratada es Caroline Penne, esposa del escultor Eugène Cyrille Brunet. Según Duret no era hermosa y – a pesar de que Manet la halagó mejorando un tanto los rasgos– se echó a llorar la primera vez que vio la pintura. Originalmente la mostraba de cuerpo entero, pero en 1867 el propio Manet cortó la sección inferior.
La tonalidad de la pintura, con su énfasis en el negro, muestra la influencia del arte español, y de Diego Velázquez en particular. Felipe IV cazador ha sido sugerido como probable inspiración para el fondo de paisaje.
La pintura fue adquirida de la colección privada Payne-Whitney en Nueva York (en gran parte reunida por Gertrude Vanderbilt Whitney) por el Museo J. Paul Getty en 2011.

## Título

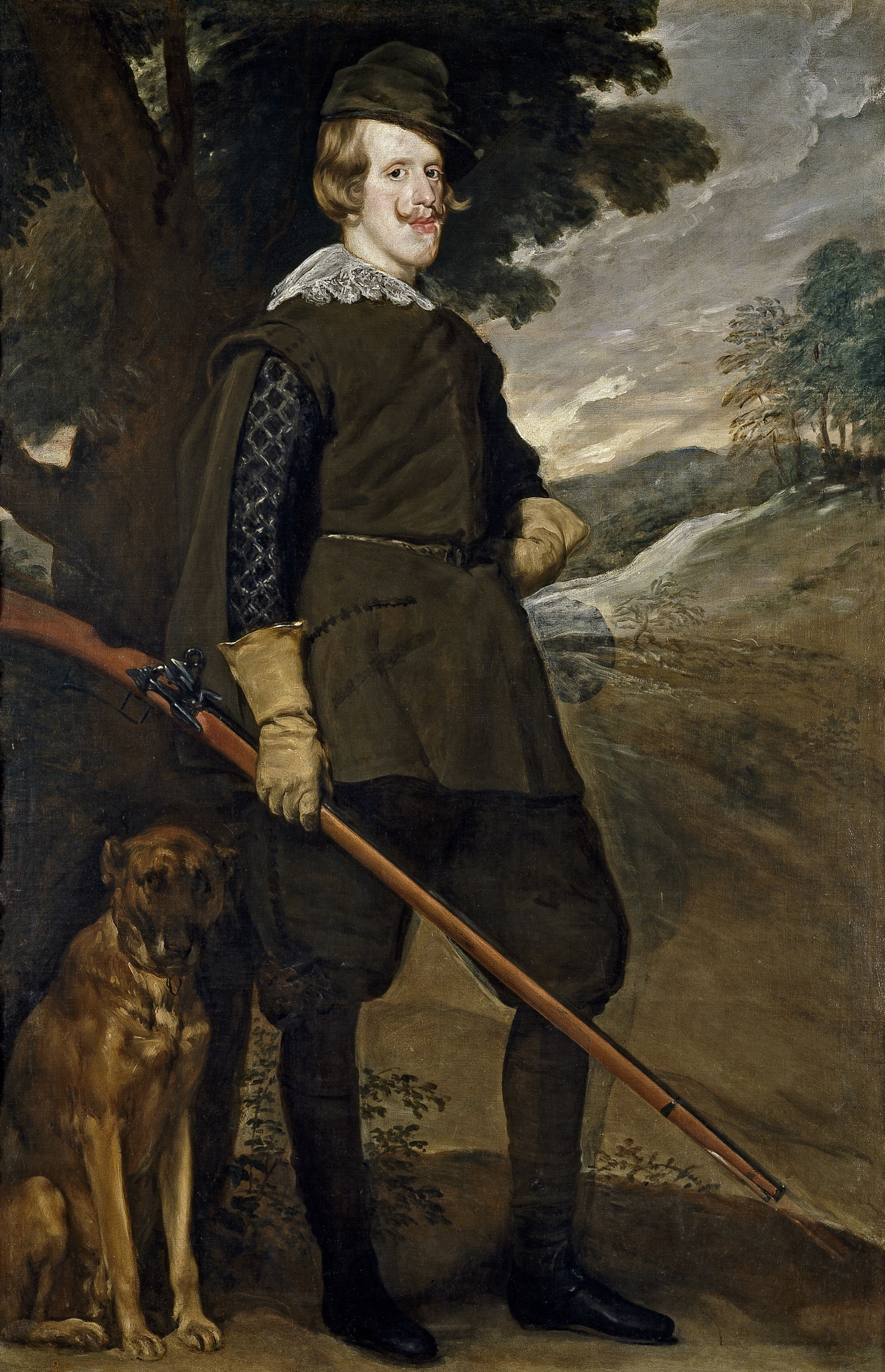
Velázquez, Felipe IV cazador, c. 1632–1634, Museo del Prado.

Cuando exhibió el trabajo por primera vez en 1867, Manet lo tituló Retrato de Madame B.. En aquella exposición Moreau-Nélaton se refirió a él como La Parisienne de 1862. Tabarant declaró que la retratada era Madame Brunet, de soltera Penne, y llamó a la pintura La femme au gant (Mujer con un guante). En 1902, Théodore Duret retituló el trabajo como Jeune dame en 1860 (Joven dama en 1860).
El trabajo fue objeto de burlas en la prensa popular y rechazado por la retratada, permaneciendo en el estudio de Manet largo tiempo. Aparece en el inventario de sus trabajos con el número 14 y el título Mujer con un guante, a la moda de 1850, siendo titulado Joven mujer de 1860 en la venta de sus trabajos en 1884. Justo después de la venta, Durand-Ruel lo vendió a Jacques Émile Blanche, que vendió la pintura alrededor de 1930 a la galería Knoedler en París. Fue entonces adquirido por la Señora de Charles S. Payson, de soltera Joan Witney.